# Ebo (Angola)
Ebo ist eine Ortschaft und ein Landkreis in Angola.

## Verwaltung
Ebo ist Sitz eines gleichnamigen Kreises (Municipio) der Provinz Cuanza Sul. Der Kreis umfasst 2520 km² mit 182.707 Einwohnern (Schätzung 2014). Die Volkszählung 2014 soll fortan genaue Bevölkerungsdaten liefern.
Drei Gemeinden (Comunas) bilden den Kreis Ebo:
- Condé
- Ebo
- Kassange

Bedeutendste Ortschaft neben Ebo ist Chôa.